# Sergiu Stati
Sergiu Stati (n. 7 septembrie 1961) este un politician și diplomat moldovean, deputat în Parlamentul Republicii Moldova din 2010 până în prezent, pe listele Partidului Comuniștilor. Anterior a mai fost deputat în Legislatura 2005-2009 și aprilie-iulie 2009.
În perioada 1 septembrie 2005 - 16 aprilie 2007, a fost membru în delegația Republicii Moldova la Adunarea Parlamentară a Consiliului Europei. Vorbește limba engleză.
În perioada 19 mai - 6 noiembrie 2009 a exercitat funcția de ambasador al Republicii Moldova în Turcia, iar între anii 2006-2008 a fost Ambasador al Republicii Moldova în Ucraina.